# Scymnus postpictus
Scymnus postpictus är en skalbaggsart som beskrevs av Thomas Casey 1899. Scymnus postpictus ingår i släktet Scymnus och familjen nyckelpigor. Inga underarter finns listade i Catalogue of Life.